# Étienne Kover Acontz
Étienne Kover Acontz ou Stépannos Akonts (en arménien Ստեփաննոս Ակոնց ; né en Transylvanie en 1740, mort à Venise en 1824) était un archevêque de Siunia (de), et abbé de la Congrégation des pères mékhitaristes, qu'il gouverna pendant 24 ans. Issu d'une famille noble arménienne, Acontz était un lettré auquel on doit par ailleurs de nombreux ouvrages.

## Ouvrages
- Géographie universelle, 11 vol. (1802-1816)
- Cours de rhétoriques (1775)
- Vie de l'abbé Mekhitar (1810)
- Traité historique de l'ancien et du nouveau Testament, 7 vol. (1819-1824)
- Histoire des Conciles œcuméniques (abrégé de celle de Mansi, (1824)